# Isabelle Breitman
Isabelle Breitman, também conhecida como Zabou Breitman (Paris, 30 de outubro de 1959), é uma atriz francesa.